# Lennoa madreporoides
Lennoa madreporoides là loài thực vật có hoa trong họ Mồ hôi. Loài này được Lex. mô tả khoa học đầu tiên năm 1824.